# Balanus trigonus
Balanus trigonus är en kräftdjursart som beskrevs av Darwin 1854. Balanus trigonus ingår i släktet Balanus och familjen havstulpaner. Arten har ej påträffats i Sverige. Inga underarter finns listade i Catalogue of Life.

## Bildgalleri

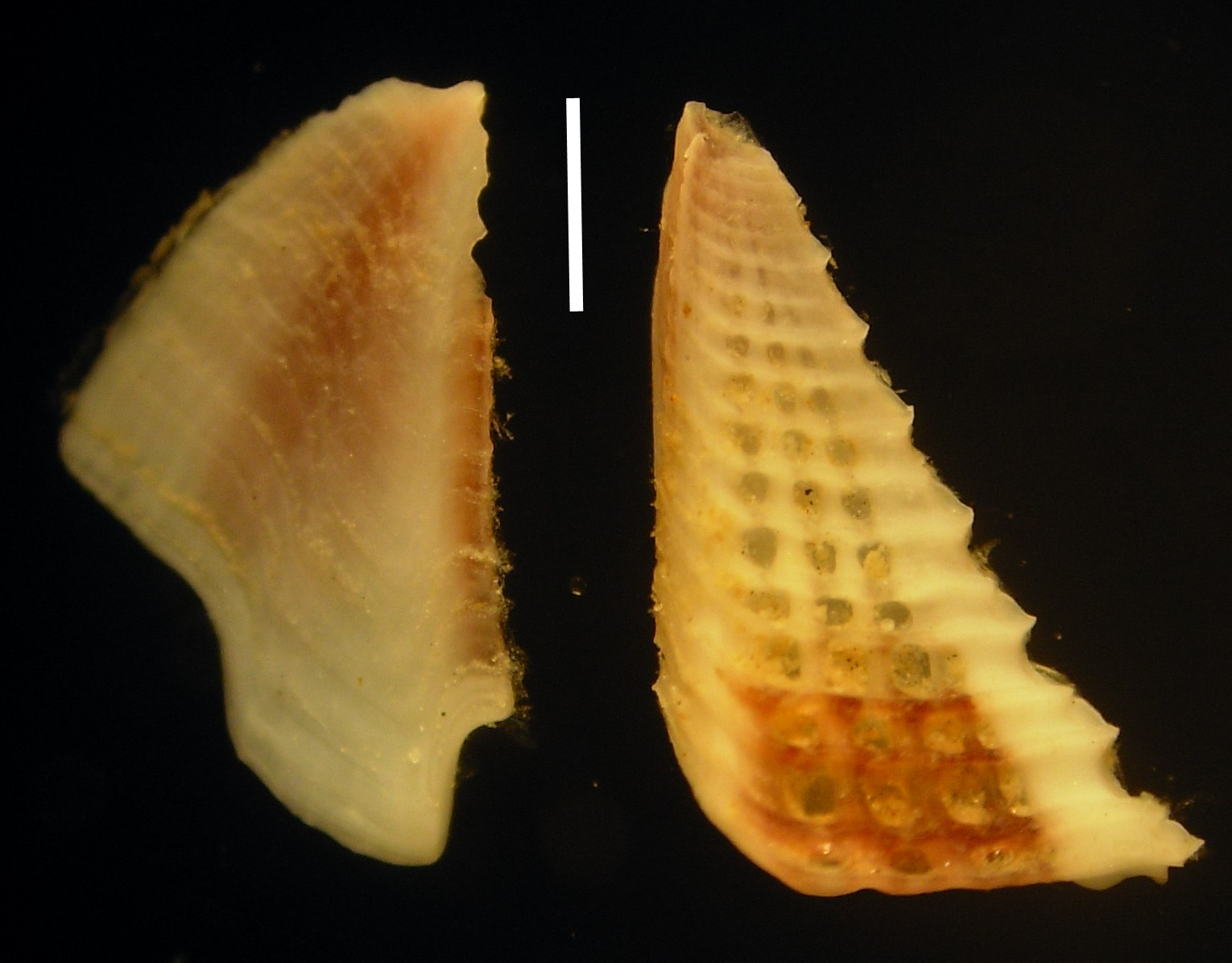